# Воронцов Віталій Іванович
Віталій Іванович Воронцов (30 липня 1935 — 24 вересня 1993) — український науковець-фізик, професор, доктор фізико-математичних наук.

## Біографія

Могила Віталія Воронцова, Байкове кладовище

Народився 30 липня 1935 року. У 1958 році закінчив радіофізичний факультет Київського державного університету імені Т. Г. Шевченка. У 1980 році захистив докторську дисертацію на тему: «Симетрії двоїстості в релятивістській електродинаміці».
Після закінчення аспірантури в 1979—1983 роках працював асистентом, доцентом, професором кафедри квантової радіофізики, в 1983—1986 роках професором кафедри теоретичної радіофізики, в 1986—1993 роках професором кафедри математики та теоретичної радіофізики. Читав нормативний курс «Електродинаміка», спеціальні курси «Техніка НВЧ», «Квантова гірометрія». Впродовж багатьох років був Вченим секретарем секції Комітету з Державних премій України в галузі науки і техніки.
Помер на 59-му році життя 24 вересня 1993 року. Похований разом з дружиною в Києві на Байковому кладовищі (ділянка № 49а, 50°25′0.97″ пн. ш. 30°30′5.63″ сх. д. / 50.4169361° пн. ш. 30.5015639° сх. д.).

## Наукова діяльність
Автор понад 130 наукових праць. Основні напрями наукових досліджень — електродинаміка неінерційних та прискорених активних (лазерних) та пасивних (у тому числі анізотропних та гіротропних) систем, квантова гірометрія, лазерна фізика. Зокрема, ним побудовано макроскопічну електродинаміку, яка задовольняє двом релятивістським принципам симетрії — симетричній та антисиметричній двоїстості.
Вперше запропоновано формулювання матеріальних рівнянь зв'язку в рухомих середовищах в 6-вимірному бівектроному просторі. Як науковий керівник науково-дослідної лабораторії «Лазерний зв'язок» брав активну участь у прикладних дослідженнях, наприклад, у розробці приладів з лазерними гіроскопами та акселерометрами для автономних космічних об'єктів, космічного лазерного зв'язку тощо.
11 учнів захистили кандидатські дисертації, двоє — докторські.

## Науковий доробок (частковий)
- Принцип двойственности в релятивистской электродинамике: диссертация кандидата физико-математических наук : 01.00.00. — Киев, 1964. — 186 с. : ил.
- Векторы Герца и излучение в электродинамике движущихся сред / В. И. Воронцов, И. В. Шпак. — Харьков: [б. и.], 1973. — 27 с. : ил.; 21 см.
- Непрерывные дуальные преобразования в изотопическом пространстве бивекторов электромагнитного поля — Киев: [б. и.], 1974. — 37 с.; 21 см.
- Электромагнитные волны в движущихся средах со слабой дисперсией — Киев: [ИТФ], 1974. — 33 с.; 20 см.
- Теория движения заряженных частиц в скрещенных электрических и магнитных полях / В. И. Воронцов, С. С. Маусунбаев. — Киев: [б. и.], 1974. — 27 с.; 21 см.
- Излучение заряженной частицы в электродинамике движущихся сред / В. И. Воронцов, И. В. Шпак. — Киев: [ИТФ], 1974. — 21 с.; 20 см.
- Брэгговская дифракция мессбауэровского излучения на кристаллах / В. И. Воронцов, В. И. Высокций. — Киев: [ИТФ], 1974. — 24 с. : граф.; 20 см.
- Материальные уравнения в электродинамике сред в ускоренных системах отсчета — Киев: [б. и.], 1975. — 33 с.; 20 см.
- Излучение электронов в скрещенных однородном магнитном и неоднородном электрическом полях / В. И. Воронцов, С. С. Маусунбаев. — Киев: [б. и.], 1975. — 22 с.; 21 см.
- Симметрии двойственности в релятивистской электродинамике: диссертация доктора физико-математических наук : 01.04.02. — Киев, 1980. — 335 с. : ил.
- Невзаимные явления в электродинамике движущихся систем: учебное пособие / В. И. Воронцов ; Министерство высшего и среднего специального образования УССР, Киевский ордена Ленина и ордена Октябрьской Революции государственный университет им. Т. Г. Шевченко. — Киев: КГУ, 1984. — 71, [1] с. : ил.; 20 см.
- Наклонный деформированный гауссов пучок / Кувшинов А. П., Воронцов В. И. — Киев: ИМФ, 1987. — 28,[4] с. : граф.; 20 см.
- О пространственной структуре ограниченных волновых пучков / В. И. Воронцов, В. В. Горбач, А. П. Кувшинов. — Киев: ИТФ, 1988. — 20 с.; 21 см.
- Электромагнитное поле квазипоперечных волновых пучков / В. И. Воронцов, А. П. Кувшинов. — Киев: ИТФ, 1989. — 20 с. : граф.; 20 см.